# 米积台社区
米积台社区，简称米积台，又称米积台集镇，隶属于湖北省荆州市松滋市沙道观镇，有1100户，户籍人口5826人，使用西南官话，据传得名于一座米场而“米积了台”（意为米都堆积在了台面上），故名“米积台”。